# Colostygia latentaria
Colostygia latentaria är en fjärilsart som beskrevs av Curtis 1830. Colostygia latentaria ingår i släktet Colostygia och familjen mätare. Inga underarter finns listade i Catalogue of Life.